# Ange (Michel-Ange)
Pour les articles homonymes, voir Ange (homonymie).
Ange est une statue en marbre réalisée par Michel-Ange entre 1494 et 1495. Elle se trouve sur l'arche de Saint Dominique, dans la Basilique San Domenico, à Bologne. Sa hauteur est de 51,5 cm.

## Histoire
Cet Ange est l'un des deux anges au chandelier commandé à Michel-Ange pour l'autel de la chapelle saint Dominique à San Petronio.

## Analyse
Michel-Ange adapte la franche caractérisation de Jacopo della Quercia dont il a étudié le grand portail de San Petronio réalisé près de soixante ans plus tôt, son admirable économie de mouvement qui concentre l'effet, l'emploi de drapés amples pour donner volume et poids par de nombreux petits plis épais indiquant la forme et le mouvement des membres.
Michel-Ange accentue la gravitas : l'ange n'a rien de commun avec les petites figures enjouées des tombes florentines de Quattrocento ; c'est un être surnaturel d'inspiration classique.
L'ange au chandelier semble modeler dans la cire selon Nadine Sautel dans son livre biographique intitulé "Michel-Ange"- 